# Pterophorus imerinae
Pterophorus imerinae is een vlinder uit de familie vedermotten (Pterophoridae). De wetenschappelijke naam van de soort is voor het eerst geldig gepubliceerd in 1964 door Bigot.